# Monte I Gemelli
Monte I Gemelli – szczyt w Alpach Pennińskich, części Alp Zachodnich. Leży w północnych Włoszech na granicy regionów Piemont i Valle d'Aosta. Należy do masywu Alpy Biellesi.